# مارتن أميس
مارتن لويس أميس (بالإنجليزية: Martin Louis Amis) (25 أغسطس 1949 - 19 مايو 2023)، هو كاتب روائي بريطاني. تُعد رواية «المال» (بالإنجليزية: Money) التي أبدعها أميس عام 1984 ورواية «حقول لندن» (بالإنجليزية: London Fields) التي كتبها عام 1989 من أشهر ما كتب من روايات. كان أستاذًا في الكتابات الإبداعية في مركز للكتابة الجديدة في جامعة مانشستر حتى عام 2011. وصنفته جريدة التايمز البريطانية كواحد من أعظم خمسين كاتبًا بريطانيًا منذ 1945 وكان هذا التصنيف عام 2008.
واستوحى أميس كتاباته مما رأى حوله من العبثية المُستشرية في مرحلة ما بعد الحداثة والفظائع التي يعاني منها المجتمع الغربي الرأسمالي والتي يعكسها رسم الكاريكاتير الخلاّق. لذا فقد وصفته جريدة نيويورك تايمز الأمريكية بأنه السيد الذي لا يُضاهى فيما سمته «السخط الجديد». تأثر أميس في كتاباته بروائيين آخرين أمثال سول بيلو، وفلاديمير نابوكوف، وجيمس جويس وأيضًا ترك فيه والده كينجسلي أميس أثرًا. وكما تأثر بغيره من الكُتاب فقد ترك أثره على جيلٍ من الكُتاب بأسلوبه المميز، منهم ويل سيلف والكاتبة زادي سميث. ونشرت جريدة الغارديان ما لاحظه النُقاد في كتاباته لما سماه كينجسلي أميس بـ«الوضوح القهري الهائل الذي يتسم به أسلوبه…والذي يُفسره إتقانه للإنجليزية» وأن «الطابع الخاص الذي تتميز به كتابات أميس جليّ يستطيع القارئ ملاحظته قبل الوصول إلى نقطة النهاية الأولى».

## النشأة
ولد مارتن أميس في أكسفورد، إنجلترا. والده هو الروائي الإنجليزي الشهير السير كينغسلي أميس، ووالدته هيلاري باردويل ابنة موظف مدني بوزارة الزراعة، لمارتن أخ أكبر يُدعى فيليب، وقد توفيت أخته الصغرى سالي في عام 2000. تزوج والداه في عام 1948 في أكسفورد، وانفصلا عندما كان أميس بعمر الثانية عشرة. درس أميس في عدد من المدارس في خمسينات وستينات القرن الماضي، منها مدرسة كامبريدج الثانوية للبنين، ووصفه مدير المدرسة بأنه «غير واعد». وفي عام 1965 عندما كان أميس بسن الخامسة عشرة لعب دور جون ثورنتون في النسخة السينمائية لرواية ريتشارد هيوز هاي ويند إن جامايكا.
لم يكن أميس قد قرأ شيئاً سوى الكتب المصورة حتى قامت زوجة والده الروائية إليزابيث جين هوارد بتعريفه بجين أوستن التي قال عنها أميس لاحقاً أنها أول شخص أثر عليه. تخرج أميس من كلية إكستر في جمعة أكسفورد مع مرتبة الشرف في اللغة الإنجليزية. عمل أميس بعد تخرجه من جامعة أكسفورد في ملحق التايمز الأدبي، وفي سن السابعة والعشرين أصبح محرراً أدبياً لمجلة نيو ستيتسمان، والتقى هناك بكريستوفر هيتشنز الذي ظل صديقاً مقرباً له حتى وفاته في عام 2011.

## أعماله المبكرة
لم يبدِ والد أميس أي اهتمام بأعمال ابنه المبكرة، وانتقد خروجه عن القواعد وتلاعبه بالقارئ ولفت الانتباه إلى نفسه بصورة مستمرة.
فازت روايته الأولى أوراق راتشيل (1973) - التي كتبها في منزل العائلة في شمال لندن - بجائزة سومرست موم، وحوِّلت الرواية لاحقاً إلى فيلم غير ناجح. تحكي الرواية قصة مراهق مغرور (والذي يعترف أميس بأنه يمثل سيرته الذاتية) وعلاقته مع صديقة قبل ذهابه إلى الجامعة. كتب أميس بالإضافة لذلك سيناريو للفيلم ساتورن 3، وهي التجربة التي اعتمد عليها لاحقاً في كتابة روايته الخامسة «المال». أما رواية ديد داديز التي نشرت في عام 1975 فتحكي قصة حياة بعض الأصدقاء الذين يجتمعون في منزل ريفي لتعاطي المخدرات، وفي هذه الرواية بالتحديد تبدأ شخصية أميس الأدبية بالظهور لأول مرة: الفكاهة السوداء الهشة، هوسه بالتدخل في مجريات الأحداث، الشخصية المعرضة لسوء الحظ والإذلال السادي، وروح التحدي والجرأة. نشر أميس في عام 1981 رواية جديدة بعنوان «أشخاص آخرون: قصة غامضة»، تحكي هذه الرواية قصة امرأة شابة تفيق من غيبوبة. كانت هذه الرواية نقلة نوعية في أسلوب أميس الأدبي، فقد أظهر طريقة سردية جديدة ولغة شديدة الدقة في وصف البطلة وتفاصيل حياتها اليومية، بالإضافة لذلك كانت هذه أول رواية كتبها أميس بعد أن بدأ العمل ككاتب بدوام كامل.

## وفاته
توفي في 19 مايو 2023 بسبب مرض السرطان.

## وصلات خارجية
- مارتن أميس على موقع IMDb (الإنجليزية)
- مارتن أميس على موقع الموسوعة البريطانية (الإنجليزية)
- مارتن أميس على موقع مونزينجر (الألمانية)
- مارتن أميس على موقع ألو سيني (الفرنسية)
- مارتن أميس على موقع ميوزك برينز (الإنجليزية)
- مارتن أميس على موقع أول موفي (الإنجليزية)
- مارتن أميس على موقع قاعدة بيانات الأفلام السويدية (السويدية)
- مارتن أميس على موقع إن إن دي بي (الإنجليزية)
- مارتن أميس على موقع قاعدة بيانات الفيلم (الإنجليزية)
- مارتن أميس على موقع كينوبويسك (الروسية)
- مارتن أميس  على قاعدة بيانات الخيال التأملي على الإنترنت